# Liste des chapelles de la Somme
 (novembre 2024).
La liste des chapelles de la Somme présente les chapelles de culte catholique situées sur le territoire des communes du départements français de Somme.
Il est fait état des diverses protections dont elles peuvent bénéficier, et notamment les inscriptions et classements au titre des monuments historiques.
Toutes sont situées dans le diocèse d'Amiens.

## Liste
| Chapelle                                                                                       | Commune                    | Adresse | Coordonnées                      | Notice         | Protection | Date | Illustration                                                      |
| ---------------------------------------------------------------------------------------------- | -------------------------- | ------- | -------------------------------- | -------------- | ---------- | ---- | ----------------------------------------------------------------- |
| Chapelle Saint-Pierre-et-Saint-Paul d'Abbeville                                                | Abbeville                  |         | 50° 06′ 33″ nord, 1° 50′ 08″ est | « PA80000005 » | Inscrit MH | 1993 | Chapelle Saint-Pierre-et-Saint-Paul d'Abbeville                   |
| Chapelle de l'Hôtel-Dieu d'Abbeville                                                           | Abbeville                  |         | 50° 06′ 09″ nord, 1° 49′ 53″ est |                |            |      | Image manquante Téléverser                                        |
| Chapelle Saint-Milfort d'Abbeville                                                             | Abbeville                  |         | 50° 07′ 11″ nord, 1° 51′ 02″ est |                |            |      | Image manquante Téléverser                                        |
| Chapelle funéraire dite chapelle Ballet d'Acheux-en-Amiénois                                   | Acheux-en-Amiénois         |         | 50° 04′ 26″ nord, 2° 31′ 46″ est |                |            |      | Chapelle funéraire dite chapelle Ballet d'Acheux-en-Amiénois      |
| Chapelle du Saint-Esprit de Frireulles                                                         | Acheux-en-Vimeu            |         | 50° 05′ 36″ nord, 1° 40′ 00″ est |                |            |      | Chapelle du Saint-Esprit de Frireulles                            |
| Chapelle Notre-Dame-de-Bonsecours d'Ailly-sur-Noye                                             | Ailly-sur-Noye             |         | 49° 44′ 56″ nord, 2° 24′ 15″ est |                |            |      | Image manquante Téléverser                                        |
| Chapelle Notre-Dame-de-Délivrance d'Ailly-sur-Noye                                             | Ailly-sur-Noye             |         | 49° 45′ 26″ nord, 2° 21′ 44″ est |                |            |      | Image manquante Téléverser                                        |
| Chapelle Notre-Dame-de-Grâce d'Ailly-sur-Noye                                                  | Ailly-sur-Noye             |         | 49° 45′ 54″ nord, 2° 21′ 56″ est |                |            |      | Image manquante Téléverser                                        |
| Chapelle Notre-Dame-du-Rosaire d'Airaines                                                      | Airaines                   |         | 49° 57′ 56″ nord, 1° 56′ 09″ est |                |            |      | Image manquante Téléverser                                        |
| Chapelle Notre-Dame-de-Foi d'Airaines                                                          | Airaines                   |         | 49° 57′ 55″ nord, 1° 56′ 10″ est |                |            |      | Image manquante Téléverser                                        |
| Chapelle Saint-Vincent-de-Paul d'Amiens                                                        | Amiens                     |         | 49° 53′ 18″ nord, 2° 18′ 45″ est |                |            |      | Chapelle Saint-Vincent-de-Paul d'Amiens                           |
| Chapelle du lycée du Sacré-Cœur d'Amiens                                                       | Amiens                     |         | 49° 53′ 36″ nord, 2° 18′ 21″ est | « PA80000064 » | Inscrit MH | 2009 | Chapelle du lycée du Sacré-Cœur d'Amiens                          |
| Chapelle du couvent des Visitandines d'Amiens                                                  | Amiens                     |         | 49° 53′ 03″ nord, 2° 18′ 17″ est |                |            |      | Image manquante Téléverser                                        |
| Chapelle des Ursulines d'Amiens                                                                | Amiens                     |         | 49° 53′ 24″ nord, 2° 18′ 00″ est |                |            |      | Image manquante Téléverser                                        |
| Chapelle de l'aumônerie Saint-Victor d'Amiens                                                  | Amiens                     |         | 49° 54′ 15″ nord, 2° 19′ 09″ est |                |            |      | Image manquante Téléverser                                        |
| Chapelle de l'ancien couvent Sainte-Philomène d'Amiens                                         | Amiens                     |         | 49° 53′ 40″ nord, 2° 18′ 19″ est |                |            |      | Image manquante Téléverser                                        |
| Chapelle de la Sainte-Famille d'Amiens                                                         | Amiens                     |         | 49° 53′ 21″ nord, 2° 18′ 30″ est |                |            |      | Image manquante Téléverser                                        |
| Chapelle de l'ancien orphelinat du Petit-Saint-Jean d'Amiens                                   | Amiens                     |         | 49° 53′ 19″ nord, 2° 15′ 48″ est |                |            |      | Image manquante Téléverser                                        |
| Chapelle Notre-Dame-de-Bon-Secours d'Amiens                                                    | Amiens                     |         | 49° 53′ 09″ nord, 2° 18′ 38″ est |                |            |      | Image manquante Téléverser                                        |
| Chapelle des Macchabées d'Amiens                                                               | Amiens                     |         | 49° 53′ 39″ nord, 2° 18′ 09″ est |                |            |      | Chapelle des Macchabées d'Amiens                                  |
| Chapelle des Macchabées d'Amiens                                                               | Amiens                     |         | 49° 53′ 39″ nord, 2° 18′ 09″ est |                |            |      | Chapelle des Macchabées d'Amiens                                  |
| Chapelle des Familles d'Amiens                                                                 | Amiens                     |         | 49° 54′ 30″ nord, 2° 17′ 31″ est |                |            |      | Image manquante Téléverser                                        |
| Chapelle des catéchismes d'Amiens                                                              | Amiens                     |         | 49° 53′ 41″ nord, 2° 18′ 11″ est |                |            |      | Chapelle des catéchismes d'Amiens                                 |
| Chapelle Ecce-homo d'Andainville-au-Bois                                                       | Andainville                |         | 49° 53′ 15″ nord, 1° 47′ 10″ est |                |            |      | Image manquante Téléverser                                        |
| Chapelle Saint-Gautier d'Andainville-au-Bois                                                   | Andainville                |         | 49° 52′ 59″ nord, 1° 47′ 15″ est |                |            |      | Image manquante Téléverser                                        |
| Chapelle de l'abbaye de Valloire d'Argoules                                                    | Argoules                   |         | 50° 20′ 53″ nord, 1° 49′ 07″ est |                |            |      | Chapelle de l'abbaye de Valloire d'Argoules                       |
| Chapelle du Bon-Secours d'Argoules                                                             | Argoules                   |         | 50° 20′ 40″ nord, 1° 49′ 41″ est |                |            |      | Chapelle du Bon-Secours d'Argoules                                |
| Chapelle de la Vierge d'Argoules                                                               | Argoules                   |         | 50° 20′ 46″ nord, 1° 49′ 36″ est |                |            |      | Chapelle de la Vierge d'Argoules                                  |
| Chapelle du cimetière d'Argœuves                                                               | Argœuves                   |         | 49° 55′ 57″ nord, 2° 13′ 42″ est |                |            |      | Image manquante Téléverser                                        |
| Chapelle Notre-Dame-de-la-Délivrance d'Arvillers                                               | Arvillers                  |         | 49° 44′ 55″ nord, 2° 38′ 40″ est |                |            |      | Image manquante Téléverser                                        |
| Chapelle Sainte-Marguerite de Saulchoy-sur-Davenescourt                                        | Arvillers                  |         | 49° 42′ 52″ nord, 2° 37′ 39″ est |                |            |      | Image manquante Téléverser                                        |
| Chapelle Notre-Dame d'Onival                                                                   | Ault                       |         | 50° 06′ 25″ nord, 1° 27′ 19″ est |                |            |      | Chapelle Notre-Dame d'Onival                                      |
| Chapelle Sainte-Édith du Bois de Cise                                                          | Ault                       |         | 50° 05′ 07″ nord, 1° 25′ 49″ est |                |            |      | Chapelle Sainte-Édith du Bois de Cise                             |
| Chapelle Notre-Dame-de-la-Délivrance d'Aumâtre                                                 | Aumâtre                    |         | 49° 55′ 05″ nord, 1° 45′ 52″ est |                |            |      | Chapelle Notre-Dame-de-la-Délivrance d'Aumâtre                    |
| Chapelle Notre-Dame-de-la-Salette d'Avesnes-Chaussoy                                           | Avesnes-Chaussoy           |         | 49° 53′ 55″ nord, 1° 52′ 37″ est |                |            |      | Chapelle Notre-Dame-de-la-Salette d'Avesnes-Chaussoy              |
| Chapelle Saint-Antoine-de-Padoue du Chaussoy                                                   | Avesnes-Chaussoy           |         | 49° 52′ 50″ nord, 1° 50′ 55″ est |                |            |      | Image manquante Téléverser                                        |
| Chapelle Notre-Dame-de-l'Assomption de Bellifontaine                                           | Bailleul                   |         | 50° 01′ 59″ nord, 1° 51′ 52″ est |                |            |      | Image manquante Téléverser                                        |
| Chapelle du cimetière de Bazentin                                                              | Bazentin                   |         | 50° 01′ 54″ nord, 2° 46′ 02″ est |                |            |      | Chapelle du cimetière de Bazentin                                 |
| Chapelle Notre-Dame-du-Bon-Secours de Beaucamps-le-Vieux                                       | Beaucamps-le-Vieux         |         | 49° 50′ 33″ nord, 1° 46′ 45″ est |                |            |      | Image manquante Téléverser                                        |
| Chapelle Notre-Dame-de-Lourdes de Beaumetz                                                     | Beaumetz                   |         | 50° 08′ 28″ nord, 2° 07′ 00″ est |                |            |      | Image manquante Téléverser                                        |
| Chapelle de mémoire de Cimetière national de Serre-Hébuterne                                   | Beaumont-Hamel             |         | 50° 05′ 56″ nord, 2° 39′ 23″ est |                |            |      | Image manquante Téléverser                                        |
| Chapelle Notre-Dame-de-Monflières                                                              | Bellancourt                |         | 50° 05′ 27″ nord, 1° 54′ 38″ est | « PA80000118 » | Inscrit MH | 2021 | Chapelle Notre-Dame-de-Monflières                                 |
| Chapelle Saint-Pierre de Belleuse                                                              | Belleuse                   |         | 49° 42′ 39″ nord, 2° 06′ 41″ est |                |            |      | Chapelle Saint-Pierre de Belleuse                                 |
| Chapelle Saint-Joseph de Belloy-Saint-Léonard                                                  | Belloy-Saint-Léonard       |         | 49° 54′ 47″ nord, 1° 55′ 32″ est |                |            |      | Chapelle Saint-Joseph de Belloy-Saint-Léonard                     |
| Chapelle Odon de Belloy-en-Santerre                                                            | Belloy-en-Santerre         |         | 49° 53′ 44″ nord, 2° 51′ 37″ est |                |            |      | Image manquante Téléverser                                        |
| Chapelle du château d'en bas                                                                   | Belloy-sur-Somme           |         | 49° 57′ 46″ nord, 2° 07′ 53″ est |                |            |      | Image manquante Téléverser                                        |
| Chapelle du château d'en haut                                                                  | Belloy-sur-Somme           |         | 49° 58′ 12″ nord, 2° 08′ 16″ est |                |            |      | Image manquante Téléverser                                        |
| Chapelle du château d'en haut de Belloy-sur-Somme                                              | Belloy-sur-Somme           |         | 49° 58′ 10″ nord, 2° 08′ 13″ est |                |            |      | Image manquante Téléverser                                        |
| Chapelle Notre-Dame-de-Toutes-Grâces de Bergicourt                                             | Bergicourt                 |         | 49° 45′ 06″ nord, 2° 01′ 20″ est |                |            |      | Image manquante Téléverser                                        |
| Chapelle Notre-Dame-de-Cottenvillers                                                           | Bernaville                 |         | 50° 08′ 01″ nord, 2° 08′ 38″ est |                |            |      | Chapelle Notre-Dame-de-Cottenvillers                              |
| Chapelle Notre-Dame-de-Grâce de Bernaville                                                     | Bernaville                 |         | 50° 08′ 03″ nord, 2° 10′ 02″ est |                |            |      | Image manquante Téléverser                                        |
| Chapelle Notre-Dame-du-Bon-Secours de Bernaville                                               | Bernaville                 |         | 50° 07′ 58″ nord, 2° 10′ 17″ est |                |            |      | Image manquante Téléverser                                        |
| Chapelle Saint-Claude de Bernâtre                                                              | Bernâtre                   |         | 50° 11′ 30″ nord, 2° 05′ 23″ est |                |            |      | Image manquante Téléverser                                        |
| Chapelle funéraire de Bernâtre                                                                 | Bernâtre                   |         | 50° 11′ 52″ nord, 2° 05′ 33″ est |                |            |      | Chapelle funéraire de Bernâtre                                    |
| Chapelle Saint-Gautier de Berteaucourt-les-Dames                                               | Berteaucourt-les-Dames     |         | 50° 03′ 01″ nord, 2° 09′ 20″ est |                |            |      | Chapelle Saint-Gautier de Berteaucourt-les-Dames                  |
| Chapelle Notre-Dame-des-Sept-Douleurs de Bertrancourt                                          | Bertrancourt               |         | 50° 05′ 45″ nord, 2° 33′ 22″ est |                |            |      | Image manquante Téléverser                                        |
| Chapelle Saint-Honoré du château de Tronville                                                  | Blangy-Tronville           |         | 49° 52′ 50″ nord, 2° 24′ 39″ est |                |            |      | Image manquante Téléverser                                        |
| Chapelle Saint-Valery de Pinchefalise                                                          | Boismont                   |         | 50° 10′ 04″ nord, 1° 39′ 22″ est |                |            |      | Chapelle Saint-Valery de Pinchefalise                             |
| Chapelle du Souvenir-Français de Rancourt                                                      | Bouchavesnes-Bergen        |         | 49° 59′ 52″ nord, 2° 54′ 39″ est |                |            |      | Image manquante Téléverser                                        |
| Chapelle Notre-Dame-de-Grâce de Bouchoir                                                       | Bouchoir                   |         | 49° 44′ 51″ nord, 2° 40′ 23″ est |                |            |      | Image manquante Téléverser                                        |
| Chapelle de la Sainte-Trinité de Bouillancourt-la-Bataille                                     | Bouillancourt-la-Bataille  |         | 49° 41′ 49″ nord, 2° 31′ 46″ est |                |            |      | Image manquante Téléverser                                        |
| Chapelle de la Vierge de Bouttencourt                                                          | Bouttencourt               |         | 49° 56′ 14″ nord, 1° 38′ 03″ est |                |            |      | Image manquante Téléverser                                        |
| Chapelle Saint-Pierre-Saint-Paul de Monthières                                                 | Bouttencourt               |         | 49° 57′ 31″ nord, 1° 35′ 35″ est |                |            |      | Image manquante Téléverser                                        |
| Chapelle Saint-Sauveur de Bouvaincourt-sur-Bresle                                              | Bouvaincourt-sur-Bresle    |         | 50° 02′ 10″ nord, 1° 28′ 40″ est |                |            |      | Chapelle Saint-Sauveur de Bouvaincourt-sur-Bresle                 |
| Chapelle Notre-Dame-de-la-Paix de Bouzincourt                                                  | Bouzincourt                |         | 50° 01′ 33″ nord, 2° 36′ 51″ est |                |            |      | Image manquante Téléverser                                        |
| Chapelle Notre-Dame de Bovelles                                                                | Bovelles                   |         | 49° 53′ 00″ nord, 2° 08′ 46″ est |                |            |      | Chapelle Notre-Dame de Bovelles                                   |
| Chapelle Notre-Dame-de-Pitié de Braches                                                        | Braches                    |         | 49° 43′ 54″ nord, 2° 30′ 11″ est |                |            |      | Image manquante Téléverser                                        |
| Chapelle funéraire de Briquemesnil-Floxicourt                                                  | Briquemesnil-Floxicourt    |         | 49° 53′ 15″ nord, 2° 05′ 14″ est |                |            |      | Chapelle funéraire de Briquemesnil-Floxicourt                     |
| Chapelle funéraire dédiée aux anciens combattants de Briquemesnil-Floxicourt                   | Briquemesnil-Floxicourt    |         | 49° 53′ 15″ nord, 2° 05′ 14″ est |                |            |      | Image manquante Téléverser                                        |
| Chapelle Notre-Dame dite chapelle d'Hémimont de Vallée d'Hémimont                              | Bussus-Bussuel             |         | 50° 05′ 46″ nord, 2° 00′ 09″ est |                |            |      | Chapelle Notre-Dame dite chapelle d'Hémimont de Vallée d'Hémimont |
| Chapelle du château de Bécourt                                                                 | Bécordel-Bécourt           |         | 50° 00′ 20″ nord, 2° 41′ 27″ est |                |            |      | Image manquante Téléverser                                        |
| Chapelle Notre-Dame-de-Bon-Secours de Béhencourt                                               | Béhencourt                 |         | 49° 58′ 31″ nord, 2° 27′ 20″ est |                |            |      | Image manquante Téléverser                                        |
| Chapelle de la Sainte-Famille de Cagny                                                         | Cagny                      |         | 49° 51′ 43″ nord, 2° 20′ 27″ est |                |            |      | Image manquante Téléverser                                        |
| Chapelle Notre-Dame-du-Bon-Secours de Caix                                                     | Caix                       |         | 49° 49′ 09″ nord, 2° 39′ 00″ est |                |            |      | Image manquante Téléverser                                        |
| Chapelle Saint-Milfort de Camps-en-Amiénois                                                    | Camps-en-Amiénois          |         | 49° 52′ 29″ nord, 1° 58′ 04″ est |                |            |      | Image manquante Téléverser                                        |
| Chapelle funéraire de Val Heureux                                                              | Candas                     |         | 50° 05′ 02″ nord, 2° 17′ 30″ est |                |            |      | Image manquante Téléverser                                        |
| Chapelle Notre-Dame-de-Bon-Secours de Cannessières                                             | Cannessières               |         | 49° 56′ 15″ nord, 1° 46′ 03″ est |                |            |      | Image manquante Téléverser                                        |
| Chapelle de Cappy                                                                              | Cappy                      |         | 49° 55′ 26″ nord, 2° 45′ 17″ est |                |            |      | Image manquante Téléverser                                        |
| Chapelle Notre-Dame-des-Victoires de Cavillon                                                  | Cavillon                   |         | 49° 55′ 18″ nord, 2° 05′ 11″ est |                |            |      | Image manquante Téléverser                                        |
| Chapelle Notre-Dame-de-la-Mer de Cayeux-sur-Mer                                                | Cayeux-sur-Mer             |         | 50° 10′ 45″ nord, 1° 29′ 36″ est |                |            |      | Chapelle Notre-Dame-de-la-Mer de Cayeux-sur-Mer                   |
| Chapelle de la Mollière                                                                        | Cayeux-sur-Mer             |         | 50° 11′ 56″ nord, 1° 31′ 39″ est |                |            |      | Image manquante Téléverser                                        |
| Chapelle dédiée à la Vierge-Marie de Coisy                                                     | Coisy                      |         | 49° 57′ 35″ nord, 2° 19′ 39″ est |                |            |      | Image manquante Téléverser                                        |
| Chapelle de Liège de Condé-Folie                                                               | Condé-Folie                |         | 50° 00′ 35″ nord, 2° 01′ 13″ est |                |            |      | Chapelle de Liège de Condé-Folie                                  |
| Chapelle de l'abbaye d'Aimont                                                                  | Conteville                 |         | 50° 10′ 33″ nord, 2° 03′ 48″ est |                |            |      | Image manquante Téléverser                                        |
| Chapelle du château de Luzières                                                                | Conty                      |         | 49° 43′ 30″ nord, 2° 09′ 22″ est |                |            |      | Chapelle du château de Luzières                                   |
| Chapelle Sainte-Colette de Corbie                                                              | Corbie                     |         | 49° 54′ 35″ nord, 2° 30′ 29″ est |                |            |      | Chapelle Sainte-Colette de Corbie                                 |
| Chapelle Sainte-Barbe de Hanchy                                                                | Coulonvillers              |         | 50° 08′ 29″ nord, 2° 00′ 28″ est |                |            |      | Chapelle Sainte-Barbe de Hanchy                                   |
| Chapelle Saint-Gervais de Coulonvillers                                                        | Coulonvillers              |         | à géolocaliser                   |                |            |      | Chapelle Saint-Gervais de Coulonvillers                           |
| Chapelle du cimetière de Courcelles-sous-Thoix                                                 | Courcelles-sous-Thoix      |         | 49° 43′ 11″ nord, 2° 04′ 20″ est |                |            |      | Image manquante Téléverser                                        |
| Chapelle Sainte-Radegonde de Dreslincourt                                                      | Curchy                     |         | 49° 47′ 16″ nord, 2° 52′ 48″ est |                |            |      | Image manquante Téléverser                                        |
| Chapelle castrale Saint-Maur de Davenescourt                                                   | Davenescourt               |         | 49° 42′ 41″ nord, 2° 35′ 55″ est |                |            |      | Image manquante Téléverser                                        |
| Chapelle Sainte-Marie-Madeleine de Domart-en-Ponthieu                                          | Domart-en-Ponthieu         |         | 50° 04′ 18″ nord, 2° 08′ 04″ est |                |            |      | Chapelle Sainte-Marie-Madeleine de Domart-en-Ponthieu             |
| Chapelle Saint-Nicolas de Domart-en-Ponthieu                                                   | Domart-en-Ponthieu         |         | 50° 04′ 24″ nord, 2° 07′ 27″ est |                |            |      | Image manquante Téléverser                                        |
| Chapelle Notre-Dame-de-Lourdes de Domléger                                                     | Domléger-Longvillers       |         | 50° 09′ 28″ nord, 2° 05′ 01″ est |                |            |      | Chapelle Notre-Dame-de-Lourdes de Domléger                        |
| Chapelle Notre-Dame-de-Lourdes de Longvillers                                                  | Domléger-Longvillers       |         | à géolocaliser                   |                |            |      | Image manquante Téléverser                                        |
| Chapelle Notre-Dame-de-Berbières de Dommartin                                                  | Dommartin                  |         | 49° 47′ 46″ nord, 2° 23′ 23″ est |                |            |      | Image manquante Téléverser                                        |
| Chapelle Saint-Pierre de Wadicourt                                                             | Dompierre-sur-Authie       |         | 50° 18′ 13″ nord, 1° 55′ 05″ est |                |            |      | Image manquante Téléverser                                        |
| Chapelle Cordier de Douilly                                                                    | Douilly                    |         | 49° 47′ 37″ nord, 3° 03′ 40″ est |                |            |      | Image manquante Téléverser                                        |
| Chapelle funéraire Maille-Lansorne                                                             | Doullens                   |         | 50° 09′ 19″ nord, 2° 21′ 03″ est | « PA80000056 » | Inscrit MH | 2007 | Image manquante Téléverser                                        |
| Chapelle de Doullens                                                                           | Doullens                   |         | 50° 09′ 38″ nord, 2° 20′ 11″ est |                |            |      | Image manquante Téléverser                                        |
| Chapelle des Sœurs du Sacré-Cœur de Jésus et de Marie dite chapelle de Louvencourt de Doullens | Doullens                   |         | 50° 09′ 17″ nord, 2° 20′ 38″ est |                |            |      | Image manquante Téléverser                                        |
| Chapelle de Drucat                                                                             | Drucat                     |         | 50° 08′ 42″ nord, 1° 52′ 20″ est |                |            |      | Chapelle de Drucat                                                |
| Chapelle du Saint-Esprit de Dury                                                               | Dury                       |         | 49° 52′ 16″ nord, 2° 16′ 30″ est |                |            |      | Image manquante Téléverser                                        |
| Chapelle Notre-Dame de la Délivrance de Dury                                                   | Dury                       |         | 49° 49′ 52″ nord, 2° 16′ 04″ est |                |            |      | Image manquante Téléverser                                        |
| Chapelle de l'Immaculée-Conception de Démuin                                                   | Démuin                     |         | 49° 49′ 11″ nord, 2° 32′ 38″ est |                |            |      | Chapelle de l'Immaculée-Conception de Démuin                      |
| Chapelle dédiée à la Sainte-Vierge de Vitermont                                                | Englebelmer                |         | 50° 03′ 51″ nord, 2° 36′ 44″ est |                |            |      | Image manquante Téléverser                                        |
| Chapelle dédiée à La Sainte-Famille de Lannoy                                                  | Ercheu                     |         | 49° 43′ 02″ nord, 2° 58′ 09″ est |                |            |      | Image manquante Téléverser                                        |
| Chapelle Saint-Martin d'Esmery-Hallon                                                          | Esmery-Hallon              |         | 49° 43′ 00″ nord, 3° 00′ 49″ est |                |            |      | Chapelle Saint-Martin d'Esmery-Hallon                             |
| Chapelle Pérache de la Neuville                                                                | Estrébœuf                  |         | 50° 09′ 57″ nord, 1° 38′ 40″ est |                |            |      | Chapelle Pérache de la Neuville                                   |
| Chapelle de l'Ecce Homo de Famechon                                                            | Famechon                   |         | 49° 45′ 39″ nord, 2° 02′ 27″ est |                |            |      | Image manquante Téléverser                                        |
| Chapelle Saint-Corneille du Hamelet                                                            | Favières                   |         | 50° 05′ 27″ nord, 1° 54′ 38″ est |                |            |      | Chapelle Saint-Corneille du Hamelet                               |
| Chapelle de Fienvillers                                                                        | Fienvillers                |         | 50° 06′ 56″ nord, 2° 14′ 00″ est |                |            |      | Image manquante Téléverser                                        |
| Chapelle Vasset de Flaucourt                                                                   | Flaucourt                  |         | 49° 54′ 41″ nord, 2° 51′ 43″ est |                |            |      | Image manquante Téléverser                                        |
| Chapelle de Flixecourt                                                                         | Flixecourt                 |         | 50° 00′ 43″ nord, 2° 05′ 24″ est |                |            |      | Image manquante Téléverser                                        |
| Chapelle Saint-Pierre de Fluy                                                                  | Fluy                       |         | 49° 51′ 25″ nord, 2° 05′ 12″ est |                |            |      | Image manquante Téléverser                                        |
| Chapelle de Fontaine-sous-Montdidier                                                           | Fontaine-sous-Montdidier   |         | 49° 39′ 25″ nord, 2° 31′ 17″ est |                |            |      | Chapelle de Fontaine-sous-Montdidier                              |
| Chapelle Saint-Domice de Fouencamps                                                            | Fouencamps                 |         | 49° 48′ 53″ nord, 2° 24′ 55″ est |                |            |      | Image manquante Téléverser                                        |
| Chapelle Sainte-Ulphe de Fouencamps                                                            | Fouencamps                 |         | à géolocaliser                   |                |            |      | Image manquante Téléverser                                        |
| Chapelle Notre-Dame-du-Mont-Carmel de Fouquescourt                                             | Fouquescourt               |         | 49° 46′ 18″ nord, 2° 45′ 11″ est |                |            |      | Image manquante Téléverser                                        |
| Chapelle Notre-Dame-de-Bonsecours de Fourcigny                                                 | Fourcigny                  |         | 49° 45′ 16″ nord, 1° 49′ 34″ est |                |            |      | Image manquante Téléverser                                        |
| Chapelle Saint-Honoré de Fourdrinoy                                                            | Fourdrinoy                 |         | 49° 55′ 21″ nord, 2° 06′ 21″ est |                |            |      | Image manquante Téléverser                                        |
| Chapelle Sainte-Philomène de Fransart                                                          | Fransart                   |         | 49° 45′ 56″ nord, 2° 46′ 11″ est |                |            |      | Chapelle Sainte-Philomène de Fransart                             |
| Chapelle des Templiers d'Écoreau                                                               | Frettecuisse               |         | 49° 54′ 54″ nord, 1° 48′ 17″ est | « PA00116163 » | Inscrit MH | 1926 | Chapelle des Templiers d'Écoreau                                  |
| Chapelle du château de Fricamps                                                                | Fricamps                   |         | 49° 49′ 14″ nord, 1° 59′ 47″ est |                |            |      | Image manquante Téléverser                                        |
| Chapelle Notre-Dame-de-Foy de Fricourt                                                         | Fricourt                   |         | 50° 00′ 03″ nord, 2° 42′ 55″ est |                |            |      | Image manquante Téléverser                                        |
| Chapelle des Saints-Anges de Belloy-sur-Mer                                                    | Friville-Escarbotin        |         | 50° 05′ 48″ nord, 1° 32′ 20″ est |                |            |      | Image manquante Téléverser                                        |
| Chapelle Saint-Furcy de Frohen-le-Grand                                                        | Frohen-sur-Authie          |         | 50° 12′ 01″ nord, 2° 12′ 34″ est |                |            |      | Image manquante Téléverser                                        |
| Chapelle Sainte-Marguerite de Fréchencourt                                                     | Fréchencourt               |         | 49° 57′ 51″ nord, 2° 26′ 10″ est |                |            |      | Image manquante Téléverser                                        |
| Chapelle de Frémontiers                                                                        | Frémontiers                |         | 49° 45′ 33″ nord, 2° 04′ 27″ est |                |            |      | Chapelle de Frémontiers                                           |
| Chapelle Notre-Dame-de-Liesse de Goyencourt                                                    | Goyencourt                 |         | 49° 43′ 31″ nord, 2° 46′ 14″ est |                |            |      | Image manquante Téléverser                                        |
| Chapelle Saint-Aignan de Grivesnes                                                             | Grivesnes                  |         | 49° 41′ 25″ nord, 2° 28′ 11″ est |                |            |      | Image manquante Téléverser                                        |
| Chapelle Saint-Léonard de Septoutre                                                            | Grivesnes                  |         | 49° 41′ 38″ nord, 2° 26′ 36″ est |                |            |      | Image manquante Téléverser                                        |
| Chapelle Saint-Martin d'Ainval                                                                 | Grivesnes                  |         | 49° 42′ 02″ nord, 2° 26′ 05″ est |                |            |      | Chapelle Saint-Martin d'Ainval                                    |
| Chapelle Saint-Brice de Luchuel                                                                | Grouches-Luchuel           |         | 50° 10′ 53″ nord, 2° 23′ 12″ est |                |            |      | Chapelle Saint-Brice de Luchuel                                   |
| Chapelle de Guerbigny                                                                          | Guerbigny                  |         | 49° 42′ 02″ nord, 2° 39′ 26″ est |                |            |      | Image manquante Téléverser                                        |
| Chapelle des six familles de Guerbigny                                                         | Guerbigny                  |         | 49° 41′ 58″ nord, 2° 39′ 24″ est |                |            |      | Image manquante Téléverser                                        |
| Chapelle à Guerbigny                                                                           | Guerbigny                  |         | à géolocaliser                   |                |            |      | Image manquante Téléverser                                        |
| Chapelle Notre-Dame-de-la-Délivrande de Guignemicourt                                          | Guignemicourt              |         | 49° 52′ 00″ nord, 2° 10′ 03″ est |                |            |      | Image manquante Téléverser                                        |
| Chapelle Notre-Dame-Consolatrice-des-Affligés de Guillaucourt                                  | Guillaucourt               |         | 49° 50′ 36″ nord, 2° 37′ 44″ est |                |            |      | Image manquante Téléverser                                        |
| Chapelle du château de Guyencourt-sur-Noye                                                     | Guyencourt-sur-Noye        |         | 49° 46′ 50″ nord, 2° 22′ 03″ est |                |            |      | Image manquante Téléverser                                        |
| Chapelle de Hallivillers                                                                       | Hallivillers               |         | 49° 42′ 02″ nord, 2° 17′ 43″ est |                |            |      | Image manquante Téléverser                                        |
| Chapelle de Hamelet                                                                            | Hamelet                    |         | 49° 54′ 31″ nord, 2° 32′ 05″ est |                |            |      | Image manquante Téléverser                                        |
| Chapelle Sainte-Thérèse de Hancourt                                                            | Hancourt                   |         | 49° 54′ 09″ nord, 3° 04′ 25″ est |                |            |      | Image manquante Téléverser                                        |
| Chapelle Notre-Dame-de-Bon-Secours de Harbonnières                                             | Harbonnières               |         | 49° 50′ 51″ nord, 2° 40′ 39″ est |                |            |      | Image manquante Téléverser                                        |
| Chapelle castrale d'Havernas                                                                   | Havernas                   |         | 50° 02′ 08″ nord, 2° 13′ 55″ est |                |            |      | Image manquante Téléverser                                        |
| Chapelle Saint-Clair d'Hescamps                                                                | Hescamps                   |         | 49° 43′ 22″ nord, 1° 50′ 13″ est |                |            |      | Image manquante Téléverser                                        |
| Chapelle du cimetière de Souplicourt                                                           | Hescamps                   |         | 49° 45′ 02″ nord, 1° 54′ 02″ est |                |            |      | Image manquante Téléverser                                        |
| Chapelle de Heucourt-Croquoison                                                                | Heucourt-Croquoison        |         | 49° 55′ 57″ nord, 1° 52′ 58″ est |                |            |      | Image manquante Téléverser                                        |
| Chapelle Notre-Dame-de-Grâce de Grimont                                                        | Heuzecourt                 |         | 50° 10′ 05″ nord, 2° 09′ 04″ est |                |            |      | Image manquante Téléverser                                        |
| Chapelle de Manâtre                                                                            | Hiermont                   |         | 50° 12′ 09″ nord, 2° 04′ 27″ est |                |            |      | Image manquante Téléverser                                        |
| Chapelle Saint-Charles de Hombleux                                                             | Hombleux                   |         | 49° 44′ 24″ nord, 2° 59′ 30″ est |                |            |      | Image manquante Téléverser                                        |
| Chapelle Notre-Dame-des-Anges de Boisrault                                                     | Hornoy-le-Bourg            |         | 49° 51′ 11″ nord, 1° 52′ 41″ est |                |            |      | Image manquante Téléverser                                        |
| Chapelle Notre-Dame-du-Bon-Secours de Tronchoy                                                 | Hornoy-le-Bourg            |         | 49° 49′ 47″ nord, 1° 51′ 57″ est |                |            |      | Image manquante Téléverser                                        |
| Chapelle Saint-Pierre-ès-Liens de Boulainvillers                                               | Hornoy-le-Bourg            |         | 49° 49′ 24″ nord, 1° 52′ 29″ est |                |            |      | Image manquante Téléverser                                        |
| Chapelle de Huchenneville                                                                      | Huchenneville              |         | 50° 03′ 00″ nord, 1° 47′ 54″ est |                |            |      | Image manquante Téléverser                                        |
| Chapelle Notre-Dame-de-Liesse d'Ignaucourt                                                     | Ignaucourt                 |         | 49° 49′ 26″ nord, 2° 34′ 27″ est |                |            |      | Image manquante Téléverser                                        |
| Chapelle Notre-Dame-de-Bon-Secours d'Inval-Boiron                                              | Inval-Boiron               |         | 49° 53′ 02″ nord, 1° 44′ 41″ est |                |            |      | Image manquante Téléverser                                        |
| Chapelle Notre-Dame-de-Lorette d'Irles                                                         | Irles                      |         | 50° 05′ 51″ nord, 2° 44′ 54″ est |                |            |      | Image manquante Téléverser                                        |
| Chapelle de la Vierge de Jumel                                                                 | Jumel                      |         | 49° 45′ 47″ nord, 2° 21′ 09″ est |                |            |      | Image manquante Téléverser                                        |
| Chapelle Sainte-Anne de L'Étoile                                                               | L'Étoile                   |         | 50° 01′ 29″ nord, 2° 01′ 51″ est |                |            |      | Chapelle Sainte-Anne de L'Étoile                                  |
| Chapelle du cimetière de La Chaussée-Tirancourt                                                | La Chaussée-Tirancourt     |         | 49° 57′ 07″ nord, 2° 09′ 24″ est |                |            |      | Image manquante Téléverser                                        |
| Chapelle Notre-Dame-de-la-Compassion de La Faloise                                             | La Faloise                 |         | 49° 41′ 45″ nord, 2° 20′ 45″ est |                |            |      | Chapelle Notre-Dame-de-la-Compassion de La Faloise                |
| Chapelle Saint-Samson de Ferme du Rosoy                                                        | La Faloise                 |         | 49° 41′ 15″ nord, 2° 20′ 25″ est |                |            |      | Image manquante Téléverser                                        |
| Chapelle Sainte-Apolline-Saint-Vast de Montmarquet                                             | Lafresguimont-Saint-Martin |         | 49° 48′ 10″ nord, 1° 47′ 40″ est |                |            |      | Image manquante Téléverser                                        |
| Chapelle Saint-Quentin de Quiquery                                                             | Languevoisin-Quiquery      |         | 49° 45′ 23″ nord, 2° 56′ 25″ est |                |            |      | Image manquante Téléverser                                        |
| Chapelle privée Villain-Leleu de Languevoisin-Quiquery                                         | Languevoisin-Quiquery      |         | 49° 44′ 52″ nord, 2° 55′ 39″ est |                |            |      | Chapelle privée Villain-Leleu de Languevoisin-Quiquery            |
| Chapelle Saint-Thibault de l'Hortoy                                                            | Lawarde-Mauger-l'Hortoy    |         | 49° 42′ 01″ nord, 2° 15′ 11″ est |                |            |      | Image manquante Téléverser                                        |
| Chapelle de la route de Rue du Crotoy                                                          | Le Crotoy                  |         | 50° 13′ 18″ nord, 1° 37′ 55″ est |                |            |      | Chapelle de la route de Rue du Crotoy                             |
| Chapelle du quartier de l'Aviation du Crotoy                                                   | Le Crotoy                  |         | 50° 13′ 19″ nord, 1° 37′ 04″ est |                |            |      | Chapelle du quartier de l'Aviation du Crotoy                      |
| Chapelle de La Bassée de Saint-Firmin-lès-Crotoy                                               | Le Crotoy                  |         | 50° 14′ 29″ nord, 1° 37′ 04″ est |                |            |      | Chapelle de La Bassée de Saint-Firmin-lès-Crotoy                  |
| Chapelle à la Vierge de Saint-Firmin-lès-Crotoy                                                | Le Crotoy                  |         | 50° 15′ 58″ nord, 1° 37′ 43″ est |                |            |      | Chapelle à la Vierge de Saint-Firmin-lès-Crotoy                   |
| Chapelle Vacossin-Lenne de Saint-Firmin-lès-Crotoy                                             | Le Crotoy                  |         | 50° 15′ 41″ nord, 1° 37′ 32″ est |                |            |      | Chapelle Vacossin-Lenne de Saint-Firmin-lès-Crotoy                |
| Chapelle Notre-Dame-de-Bon-Secours de Bouzencourt                                              | Le Hamel                   |         | 49° 54′ 43″ nord, 2° 34′ 50″ est |                |            |      | Chapelle Notre-Dame-de-Bon-Secours de Bouzencourt                 |
| Chapelle du Plessier-Rozainvillers                                                             | Le Plessier-Rozainvillers  |         | 49° 45′ 26″ nord, 2° 34′ 00″ est |                |            |      | Image manquante Téléverser                                        |
| Chapelle Notre-Dame-de-Miséricorde du Plessier-Rozainvillers                                   | Le Plessier-Rozainvillers  |         | 49° 45′ 03″ nord, 2° 33′ 12″ est |                |            |      | Image manquante Téléverser                                        |
| Chapelle Notre-Dame-Auxiliatrice du Quesnel                                                    | Le Quesnel                 |         | 49° 46′ 37″ nord, 2° 37′ 32″ est |                |            |      | Chapelle Notre-Dame-Auxiliatrice du Quesnel                       |
| Chapelle de Bois du Vivier                                                                     | Lihons                     |         | 49° 49′ 50″ nord, 2° 45′ 59″ est |                |            |      | Image manquante Téléverser                                        |
| Chapelle du cimetière de Lihons                                                                | Lihons                     |         | 49° 49′ 44″ nord, 2° 46′ 00″ est |                |            |      | Image manquante Téléverser                                        |
| Chapelle Notre-Dame-du-Bon-Secours de Liomer                                                   | Liomer                     |         | 49° 51′ 18″ nord, 1° 49′ 04″ est |                |            |      | Image manquante Téléverser                                        |
| Chapelle Notre-Dame-de-Lourdes de Long                                                         | Long                       |         | 50° 02′ 38″ nord, 1° 59′ 04″ est |                |            |      | Chapelle Notre-Dame-de-Lourdes de Long                            |
| Chapelle Notre-Dame-des-Sept-Douleurs de Longpré-les-Corps-Saints                              | Longpré-les-Corps-Saints   |         | 50° 00′ 34″ nord, 1° 59′ 51″ est |                |            |      | Image manquante Téléverser                                        |
| Chapelle Saint-Léger de Forêt de Lucheux                                                       | Lucheux                    |         | 50° 11′ 46″ nord, 2° 24′ 18″ est |                |            |      | Image manquante Téléverser                                        |
| Chapelle circulaire de Machiel                                                                 | Machiel                    |         | 50° 16′ 13″ nord, 1° 49′ 29″ est |                |            |      | Chapelle circulaire de Machiel                                    |
| Chapelle Notre-Dame-de-Consolation de Machiel                                                  | Machiel                    |         | 50° 15′ 53″ nord, 1° 50′ 15″ est |                |            |      | Chapelle Notre-Dame-de-Consolation de Machiel                     |
| Chapelle sépulcrale des Mailly                                                                 | Mailly-Maillet             |         | 50° 04′ 26″ nord, 2° 36′ 26″ est | « PA00116196 » | Classé MH  | 1973 | Chapelle sépulcrale des Mailly                                    |
| Chapelle de Mailly-Maillet                                                                     | Mailly-Maillet             |         | 50° 05′ 10″ nord, 2° 35′ 45″ est |                |            |      | Image manquante Téléverser                                        |
| Chapelle Notre-Dame-du-Mont-Carmel de Mailly-Maillet                                           | Mailly-Maillet             |         | à géolocaliser                   |                |            |      | Image manquante Téléverser                                        |
| Chapelle Saint-Martin de Harcelaines                                                           | Maisnières                 |         | 50° 00′ 21″ nord, 1° 35′ 41″ est |                |            |      | Chapelle Saint-Martin de Harcelaines                              |
| Chapelle Sainte-Marguerite du Cellier                                                          | Mareuil-Caubert            |         | 50° 05′ 11″ nord, 1° 48′ 57″ est |                |            |      | Chapelle Sainte-Marguerite du Cellier                             |
| Chapelle Notre-Dame-de-Moyenpont                                                               | Marquaix                   |         | 49° 56′ 45″ nord, 3° 04′ 33″ est |                |            |      | Chapelle Notre-Dame-de-Moyenpont                                  |
| Chapelle de Maucourt                                                                           | Maucourt                   |         | 49° 47′ 47″ nord, 2° 45′ 13″ est |                |            |      | Image manquante Téléverser                                        |
| Chapelle Notre-Dame-de-Grâce de Maucourt                                                       | Maucourt                   |         | 49° 47′ 42″ nord, 2° 45′ 06″ est |                |            |      | Chapelle Notre-Dame-de-Grâce de Maucourt                          |
| Chapelle de la Sainte-Famille de Leforest                                                      | Maurepas                   |         | 49° 59′ 23″ nord, 2° 52′ 09″ est |                |            |      | Image manquante Téléverser                                        |
| Chapelle Notre-Dame d'Esme                                                                     | Mesnil-Bruntel             |         | 49° 54′ 11″ nord, 2° 58′ 21″ est |                |            |      | Image manquante Téléverser                                        |
| Chapelle Notre-Dame-du-Rosaire de Mesnil-Martinsart                                            | Mesnil-Martinsart          |         | 50° 03′ 14″ nord, 2° 39′ 03″ est |                |            |      | Chapelle Notre-Dame-du-Rosaire de Mesnil-Martinsart               |
| Chapelle Notre-Dame-de-Lourdes de Millencourt-en-Ponthieu                                      | Millencourt-en-Ponthieu    |         | 50° 09′ 02″ nord, 1° 54′ 17″ est |                |            |      | Image manquante Téléverser                                        |
| Chapelle Notre-Dame-de-la-Paix de Miraumont                                                    | Miraumont                  |         | 50° 05′ 57″ nord, 2° 43′ 28″ est |                |            |      | Image manquante Téléverser                                        |
| Chapelle de Mirvaux                                                                            | Mirvaux                    |         | 50° 00′ 10″ nord, 2° 23′ 34″ est |                |            |      | Image manquante Téléverser                                        |
| Chapelle Notre-Dame-de-Lourdes de Mirvaux                                                      | Mirvaux                    |         | 50° 00′ 16″ nord, 2° 23′ 34″ est |                |            |      | Image manquante Téléverser                                        |
| Chapelle castrale en l'honneur du Christ de Molliens-au-Bois                                   | Molliens-au-Bois           |         | 49° 59′ 47″ nord, 2° 23′ 05″ est |                |            |      | Image manquante Téléverser                                        |
| Chapelle Notre-Dame-de-Bonsecours de l'Estocq                                                  | Monsures                   |         | 49° 42′ 49″ nord, 2° 10′ 42″ est |                |            |      | Image manquante Téléverser                                        |
| Chapelle Notre-Dame-des-Victoires de Monsures                                                  | Monsures                   |         | 49° 42′ 34″ nord, 2° 10′ 08″ est |                |            |      | Image manquante Téléverser                                        |
| Chapelle Notre-Dame-de-Bon-Secours de Morchain                                                 | Morchain                   |         | 49° 48′ 19″ nord, 2° 55′ 11″ est |                |            |      | Image manquante Téléverser                                        |
| Chapelle Notre-Dame d'Étotonne                                                                 | Morvillers-Saint-Saturnin  |         | 49° 47′ 30″ nord, 1° 49′ 25″ est |                |            |      | Image manquante Téléverser                                        |
| Chapelle Notre-Dame-du-Bon-Pasteur de Digeon                                                   | Morvillers-Saint-Saturnin  |         | 49° 45′ 44″ nord, 1° 47′ 29″ est |                |            |      | Chapelle Notre-Dame-du-Bon-Pasteur de Digeon                      |
| Chapelle de Dame Perrine Domon de Ménesvillers                                                 | Moyencourt-lès-Poix        |         | 49° 47′ 01″ nord, 2° 03′ 46″ est |                |            |      | Image manquante Téléverser                                        |
| Chapelle funéraire de Mérélessart                                                              | Mérélessart                |         | 49° 58′ 18″ nord, 1° 51′ 10″ est |                |            |      | Chapelle funéraire de Mérélessart                                 |
| Chapelle Notre-Dame-de-Bon-Secours de Namps-Maisnil                                            | Namps-Maisnil              |         | 49° 48′ 02″ nord, 2° 06′ 28″ est |                |            |      | Image manquante Téléverser                                        |
| Chapelle Notre-Dame-des-Vertus de Nampty                                                       | Nampty                     |         | 49° 47′ 43″ nord, 2° 12′ 45″ est |                |            |      | Chapelle Notre-Dame-des-Vertus de Nampty                          |
| Chapelle Notre-Dame-de-Bon-Secours dite aussi Notre-Dame-des-Remparts de Nesle                 | Nesle                      |         | 49° 45′ 25″ nord, 2° 54′ 46″ est |                |            |      | Image manquante Téléverser                                        |
| Chapelle Notre-Dame de Bon-Secours de Nesle                                                    | Nesle                      |         | 49° 45′ 31″ nord, 2° 54′ 38″ est |                |            |      | Chapelle Notre-Dame de Bon-Secours de Nesle                       |
| Chapelle Saint-Maclou d'Acquet                                                                 | Neuilly-le-Dien            |         | 50° 13′ 36″ nord, 2° 03′ 22″ est |                |            |      | Chapelle Saint-Maclou d'Acquet                                    |
| Chapelle Notre-Dame-de-la-Délivrance de Neuville-au-Bois                                       | Neuville-au-Bois           |         | 49° 58′ 28″ nord, 1° 47′ 32″ est |                |            |      | Chapelle Notre-Dame-de-la-Délivrance de Neuville-au-Bois          |
| Chapelle des Trois-Cents-Corps à Noyelles-en-Chaussée                                          | Noyelles-en-Chaussée       |         | 50° 12′ 15″ nord, 2° 00′ 16″ est |                |            |      | Chapelle des Trois-Cents-Corps à Noyelles-en-Chaussée             |
| Chapelle Notre-Dame-du-Bon-Secours d'Oissy                                                     | Oissy                      |         | 49° 54′ 03″ nord, 2° 02′ 44″ est |                |            |      | Image manquante Téléverser                                        |
| Chapelle funéraire d'Oneux                                                                     | Oneux                      |         | 50° 08′ 35″ nord, 1° 58′ 21″ est |                |            |      | Chapelle funéraire d'Oneux                                        |
| Chapelle Notre-Dame-des-Sept-Douleurs d'Outrebois                                              | Outrebois                  |         | 50° 10′ 52″ nord, 2° 15′ 14″ est |                |            |      | Image manquante Téléverser                                        |
| Chapelle funéraire Boitel de Parvillers-le-Quesnoy                                             | Parvillers-le-Quesnoy      |         | 49° 44′ 47″ nord, 2° 44′ 37″ est |                |            |      | Chapelle funéraire Boitel de Parvillers-le-Quesnoy                |
| Chapelle Notre-Dame du Quesnoy                                                                 | Parvillers-le-Quesnoy      |         | 49° 44′ 35″ nord, 2° 42′ 15″ est |                |            |      | Chapelle Notre-Dame du Quesnoy                                    |
| Chapelle de la maison de retraite de Picquigny                                                 | Picquigny                  |         | à géolocaliser                   |                |            |      | Image manquante Téléverser                                        |
| Chapelle Notre-Dame-de-Montligeon de Picquigny                                                 | Picquigny                  |         | 49° 56′ 21″ nord, 2° 08′ 20″ est |                |            |      | Chapelle Notre-Dame-de-Montligeon de Picquigny                    |
| Chapelle Notre-Dame-sur-le-Mont de Picquigny                                                   | Picquigny                  |         | à géolocaliser                   |                |            |      | Image manquante Téléverser                                        |
| Chapelle Notre-Dame-Ô-Pie                                                                      | Pierregot                  |         | 50° 00′ 34″ nord, 2° 23′ 04″ est | « PA00116220 » | Inscrit MH | 1972 | Chapelle Notre-Dame-Ô-Pie                                         |
| Chapelle Sainte-Julitte de Pont-de-Metz                                                        | Pont-de-Metz               |         | 49° 52′ 57″ nord, 2° 14′ 32″ est |                |            |      | Image manquante Téléverser                                        |
| Chapelle dédiée à la Vierge de Potte                                                           | Potte                      |         | 49° 47′ 53″ nord, 2° 54′ 09″ est |                |            |      | Chapelle dédiée à la Vierge de Potte                              |
| Chapelle Notre-Dame-de-la-Salette de Poulainville                                              | Poulainville               |         | à géolocaliser                   |                |            |      | Image manquante Téléverser                                        |
| Chapelle Notre-Dame-du-Bon-Secours de Pozières                                                 | Pozières                   |         | 50° 02′ 14″ nord, 2° 43′ 20″ est |                |            |      | Image manquante Téléverser                                        |
| Chapelle Notre-Dame de Proyart                                                                 | Proyart                    |         | à géolocaliser                   |                |            |      | Image manquante Téléverser                                        |
| Chapelle de la Vierge de Pys                                                                   | Pys                        |         | 50° 05′ 09″ nord, 2° 45′ 09″ est |                |            |      | Chapelle de la Vierge de Pys                                      |
| Chapelle Notre-Dame-des-Victoires de Halles                                                    | Péronne                    |         | 49° 56′ 19″ nord, 2° 54′ 33″ est |                |            |      | Image manquante Téléverser                                        |
| Chapelle Notre-Dame-des-Pins de Quend-plage                                                    | Quend                      |         | 50° 19′ 21″ nord, 1° 33′ 17″ est |                |            |      | Chapelle Notre-Dame-des-Pins de Quend-plage                       |
| Chapelle Saint-Martin d'Hymmeville                                                             | Quesnoy-le-Montant         |         | 50° 06′ 35″ nord, 1° 41′ 18″ est |                |            |      | Chapelle Saint-Martin d'Hymmeville                                |
| Chapelle Notre-Dame-de-Bon-Secours de Quevauvillers                                            | Quevauvillers              |         | à géolocaliser                   |                |            |      | Image manquante Téléverser                                        |
| Chapelle Notre-Dame-de-Consolation de Regnière-Écluse                                          | Regnière-Écluse            |         | à géolocaliser                   |                |            |      | Chapelle Notre-Dame-de-Consolation de Regnière-Écluse             |
| Chapelle Notre-Dame-de-Lourdes de Regnière-Écluse                                              | Regnière-Écluse            |         | 50° 16′ 41″ nord, 1° 45′ 49″ est |                |            |      | Chapelle Notre-Dame-de-Lourdes de Regnière-Écluse                 |
| Chapelle de Remaisnil                                                                          | Remaisnil                  |         | à géolocaliser                   |                |            |      | Image manquante Téléverser                                        |
| Chapelle Sainte-Anne de Remaisnil                                                              | Remaisnil                  |         | à géolocaliser                   |                |            |      | Image manquante Téléverser                                        |
| Chapelle Notre-Dame-de-Bon-Secours de Remaugies                                                | Remaugies                  |         | à géolocaliser                   |                |            |      | Image manquante Téléverser                                        |
| Chapelle Saint-Charles de Remiencourt                                                          | Remiencourt                |         | 49° 47′ 11″ nord, 2° 22′ 59″ est |                |            |      | Image manquante Téléverser                                        |
| Chapelle de la maladrerie de Rogy                                                              | Rogy                       |         | à géolocaliser                   |                |            |      | Chapelle de la maladrerie de Rogy                                 |
| Chapelle Saint-Joseph de Rosières-en-Santerre                                                  | Rosières-en-Santerre       |         | 49° 49′ 05″ nord, 2° 42′ 06″ est |                |            |      | Image manquante Téléverser                                        |
| Chapelle Notre-Dame-des-Miséricordes de Rouvroy-en-Santerre                                    | Rouvroy-en-Santerre        |         | 49° 46′ 01″ nord, 2° 42′ 15″ est |                |            |      | Image manquante Téléverser                                        |
| Chapelle Notre-Dame-de-la-Paix de Roye                                                         | Roye                       |         | 49° 41′ 52″ nord, 2° 47′ 36″ est |                |            |      | Image manquante Téléverser                                        |
| Chapelle sépulcrale de Fourment de Roye                                                        | Roye                       |         | 49° 41′ 58″ nord, 2° 47′ 50″ est |                |            |      | Image manquante Téléverser                                        |
| Chapelle du Saint-Esprit de Rue                                                                | Rue                        |         | 50° 16′ 23″ nord, 1° 40′ 07″ est | « PA00116234 » | Classé MH  | 1840 | Chapelle du Saint-Esprit de Rue                                   |
| Chapelle de l'hospice de Rue                                                                   | Rue                        |         | 50° 16′ 20″ nord, 1° 40′ 10″ est | « PA00116233 » | Classé MH  | 1921 | Chapelle de l'hospice de Rue                                      |
| Chapelle de Lannoy                                                                             | Rue                        |         | 50° 15′ 45″ nord, 1° 41′ 44″ est |                |            |      | Chapelle de Lannoy                                                |
| Chapelle Saint-Milfort de Saint-Aubin-Rivière                                                  | Saint-Aubin-Rivière        |         | 49° 52′ 22″ nord, 1° 46′ 45″ est |                |            |      | Chapelle Saint-Milfort de Saint-Aubin-Rivière                     |
| Chapelle d'Elincourt                                                                           | Saint-Blimont              |         | 50° 07′ 38″ nord, 1° 34′ 08″ est |                |            |      | Chapelle d'Elincourt                                              |
| Chapelle Notre-Dame-de-la-Nativité de Briost                                                   | Saint-Christ-Briost        |         | 49° 51′ 29″ nord, 2° 55′ 18″ est | « PA00116238 » | Classé MH  | 1922 | Chapelle Notre-Dame-de-la-Nativité de Briost                      |
| Chapelle Sainte-Geneviève de Guémicourt                                                        | Saint-Germain-sur-Bresle   |         | 49° 48′ 31″ nord, 1° 44′ 39″ est |                |            |      | Image manquante Téléverser                                        |
| Chapelle du château de Saint-Gratien                                                           | Saint-Gratien              |         | 49° 57′ 47″ nord, 2° 24′ 32″ est |                |            |      | Image manquante Téléverser                                        |
| Chapelle Notre-Dame-de-Liesse de Saint-Gratien                                                 | Saint-Gratien              |         | 49° 58′ 08″ nord, 2° 24′ 33″ est |                |            |      | Image manquante Téléverser                                        |
| Chapelle du Sacré-Cœur-de-Jésus de Saint-Maulvis                                               | Saint-Maulvis              |         | 49° 54′ 25″ nord, 1° 50′ 23″ est |                |            |      | Chapelle du Sacré-Cœur-de-Jésus de Saint-Maulvis                  |
| Chapelle Notre-Dame-de-la-Bonne-Mort de Saint-Maulvis                                          | Saint-Maulvis              |         | 49° 54′ 25″ nord, 1° 50′ 23″ est |                |            |      | Image manquante Téléverser                                        |
| Chapelle de Saint-Maulvis                                                                      | Saint-Maulvis              |         | 49° 54′ 25″ nord, 1° 50′ 22″ est |                |            |      | Chapelle de Saint-Maulvis                                         |
| Chapelle Saint-Nicolas, Hôtel-Dieu de Saint-Riquier                                            | Saint-Riquier              |         | 50° 08′ 09″ nord, 1° 56′ 45″ est |                |            |      | Chapelle Saint-Nicolas, Hôtel-Dieu de Saint-Riquier               |
| Chapelle Saint-Valéry de Saint-Valery-sur-Somme                                                | Saint-Valery-sur-Somme     |         | 50° 11′ 18″ nord, 1° 37′ 00″ est |                |            |      | Chapelle Saint-Valéry de Saint-Valery-sur-Somme                   |
| Chapelle de l'hospice de Saint-Valery-sur-Somme                                                | Saint-Valery-sur-Somme     |         | 50° 11′ 14″ nord, 1° 37′ 50″ est |                |            |      | Image manquante Téléverser                                        |
| Chapelle des pêcheurs du Hourdel                                                               | Saint-Valery-sur-Somme     |         | 50° 12′ 53″ nord, 1° 33′ 45″ est |                |            |      | Chapelle des pêcheurs du Hourdel                                  |
| Chapelle du Courtgain de Saint-Valery-sur-Somme                                                | Saint-Valery-sur-Somme     |         | 50° 11′ 10″ nord, 1° 38′ 18″ est |                |            |      | Image manquante Téléverser                                        |
| Chapelle Saint-Pierre de Saint-Valery-sur-Somme                                                | Saint-Valery-sur-Somme     |         | 50° 11′ 04″ nord, 1° 38′ 32″ est |                |            |      | Image manquante Téléverser                                        |
| Chapelle Saint-Vaast de Réderie                                                                | Senarpont                  |         | 49° 54′ 14″ nord, 1° 43′ 15″ est |                |            |      | Chapelle Saint-Vaast de Réderie                                   |
| Chapelle du cimetière de Senlis-le-Sec                                                         | Senlis-le-Sec              |         | 50° 01′ 44″ nord, 2° 34′ 25″ est |                |            |      | Chapelle du cimetière de Senlis-le-Sec                            |
| Chapelle Saint-Lambert de Sentelie                                                             | Sentelie                   |         | 49° 43′ 13″ nord, 2° 01′ 45″ est | « PA00116254 » | Inscrit MH | 1926 | Chapelle Saint-Lambert de Sentelie                                |
| Chapelle Saint-Aubin de Sourdon                                                                | Sourdon                    |         | 49° 42′ 13″ nord, 2° 24′ 04″ est |                |            |      | Image manquante Téléverser                                        |
| Chapelle Sainte-Marguerite de Val-de-Maisons                                                   | Talmas                     |         | 50° 02′ 35″ nord, 2° 21′ 43″ est |                |            |      | Image manquante Téléverser                                        |
| Chapelle Saint-Pierre-ès-Liens de Saint-Pierre Divion                                          | Thiepval                   |         | 50° 04′ 01″ nord, 2° 40′ 38″ est |                |            |      | Image manquante Téléverser                                        |
| Chapelle de la Nativité-de-la-Sainte-Vierge du Fay                                             | Thieulloy-l'Abbaye         |         | 49° 49′ 47″ nord, 1° 56′ 13″ est |                |            |      | Image manquante Téléverser                                        |
| Chapelle de la Sainte-Vierge de Thézy-Glimont                                                  | Thézy-Glimont              |         | 49° 48′ 48″ nord, 2° 25′ 36″ est |                |            |      | Image manquante Téléverser                                        |
| Chapelle Saint-Omer de Boucly                                                                  | Tincourt-Boucly            |         | 49° 56′ 05″ nord, 3° 03′ 00″ est |                |            |      | Chapelle Saint-Omer de Boucly                                     |
| Chapelle Saint-Riquier de Pierrepont-sur-Avre                                                  | Trois-Rivières             |         | 49° 42′ 52″ nord, 2° 32′ 59″ est |                |            |      | Image manquante Téléverser                                        |
| Chapelle de Tœufles                                                                            | Tœufles                    |         | 50° 04′ 02″ nord, 1° 43′ 00″ est |                |            |      | Chapelle de Tœufles                                               |
| Chapelle Sainte-Anne de Vaux-en-Amiénois                                                       | Vaux-en-Amiénois           |         | 49° 57′ 29″ nord, 2° 14′ 49″ est |                |            |      | Image manquante Téléverser                                        |
| Chapelle funéraire de Velennes                                                                 | Velennes                   |         | 49° 45′ 48″ nord, 2° 05′ 32″ est |                |            |      | Image manquante Téléverser                                        |
| Chapelle Notre-Dame-de-Joie de Vercourt                                                        | Vercourt                   |         | 50° 17′ 15″ nord, 1° 41′ 52″ est |                |            |      | Chapelle Notre-Dame-de-Joie de Vercourt                           |
| Chapelle de Vergies                                                                            | Vergies                    |         | 49° 55′ 32″ nord, 1° 49′ 43″ est |                |            |      | Chapelle de Vergies                                               |
| Chapelle Saint-Hubert de Val au Puits                                                          | Vergies                    |         | 49° 56′ 13″ nord, 1° 50′ 29″ est |                |            |      | Chapelle Saint-Hubert de Val au Puits                             |
| Chapelle Notre-Dame-des-Sept-Douleurs de Verpillières                                          | Verpillières               |         | 49° 40′ 19″ nord, 2° 49′ 20″ est |                |            |      | Image manquante Téléverser                                        |
| Chapelle Saint-Firmin de Vignacourt                                                            | Vignacourt                 |         | 50° 00′ 17″ nord, 2° 11′ 32″ est |                |            |      | Chapelle Saint-Firmin de Vignacourt                               |
| Chapelle du Bois Riquier                                                                       | Ville-le-Marclet           |         | 50° 02′ 18″ nord, 2° 05′ 16″ est |                |            |      | Image manquante Téléverser                                        |
| Chapelle Saint-Lambert de Ville-le-Marclet                                                     | Ville-le-Marclet           |         | 50° 01′ 17″ nord, 2° 05′ 10″ est |                |            |      | Chapelle Saint-Lambert de Ville-le-Marclet                        |
| Chapelle Notre-Dame-de-la-Délivrance et du Bon-Secours de Villers-Campsart                     | Villers-Campsart           |         | 49° 52′ 17″ nord, 1° 49′ 40″ est |                |            |      | Image manquante Téléverser                                        |
| Chapelle Saint-Joseph de Villers-Campsart                                                      | Villers-Campsart           |         | 49° 51′ 55″ nord, 1° 50′ 25″ est |                |            |      | Image manquante Téléverser                                        |
| Chapelle mortuaire de Villers-Campsart                                                         | Villers-Campsart           |         | 49° 52′ 10″ nord, 1° 49′ 55″ est |                |            |      | Chapelle mortuaire de Villers-Campsart                            |
| Chapelle sépulcrale de Villers-aux-Érables                                                     | Villers-aux-Érables        |         | 49° 47′ 17″ nord, 2° 32′ 12″ est |                |            |      | Image manquante Téléverser                                        |
| Chapelle Saint-Nicolas de Villeroy-sur-Authie                                                  | Vitz-sur-Authie            |         | 50° 15′ 22″ nord, 2° 02′ 55″ est |                |            |      | Image manquante Téléverser                                        |
| Chapelle du château d'Avesnes de Vron                                                          | Vron                       |         | 50° 19′ 35″ nord, 1° 43′ 42″ est |                |            |      | Image manquante Téléverser                                        |
| Chapelle Notre-Dame-de-Bon-Secours de Vrély                                                    | Vrély                      |         | 49° 48′ 03″ nord, 2° 41′ 08″ est |                |            |      | Image manquante Téléverser                                        |
| Chapelle Notre-Dame-de-Lourdes de Warvillers                                                   | Warvillers                 |         | 49° 46′ 41″ nord, 2° 41′ 04″ est |                |            |      | Chapelle Notre-Dame-de-Lourdes de Warvillers                      |
| Chapelle Saint-Nicolas de Woirel                                                               | Woirel                     |         | 49° 57′ 33″ nord, 1° 49′ 23″ est |                |            |      | Chapelle Saint-Nicolas de Woirel                                  |
| Chapelle Notre-Dame de Vaux                                                                    | Éclusier-Vaux              |         | 49° 57′ 38″ nord, 2° 47′ 27″ est |                |            |      | Image manquante Téléverser                                        |
| Chapelle Notre-Dame-de-Montligeon d'Équancourt                                                 | Équancourt                 |         | à géolocaliser                   |                |            |      | Image manquante Téléverser                                        |
| Chapelle Saint-Léon d'Équennes-Éramecourt                                                      | Équennes-Éramecourt        |         | 49° 44′ 18″ nord, 1° 57′ 43″ est |                |            |      | Chapelle Saint-Léon d'Équennes-Éramecourt                         |
| Chapelle Sainte-Anne d'Étinehem-Méricourt                                                      | Étinehem-Méricourt         |         | 49° 55′ 47″ nord, 2° 41′ 16″ est |                |            |      | Image manquante Téléverser                                        |